# Newby Hall
Newby Hall est une maison de campagne au bord de la rivière Ure dans la paroisse de Skelton-on-Ure dans le Yorkshire du Nord, en Angleterre. Il se trouve à 3 miles au sud-est de Ripon et à 6 miles au sud du château de Topcliffe, dont le manoir de Newby est initialement une dépendance. Bâtiment classé Grade I, la maison contient une collection de meubles et de peintures et est entourée de vastes jardins. Newby Hall est ouvert au public.

## Histoire
Le manoir de Newby appartient à l'origine aux seigneurs du château de Topcliffe. Dans l'église St Columba à Topcliffe se trouvent plusieurs monuments à la famille Robinson de Newby et Rainton . Après la mort de Sir John Crosland en 1670, la famille Crosland vend le manoir de Newby dans les années 1690 à Sir Edward Blackett, député de la circonscription de Ripon. Il démolit le manoir existant et en 1697 construit un nouveau manoir, avec l'aide de Sir Christopher Wren. En 1697, lors d'une visite à Newby, Celia Fiennes la décrit comme "la plus belle maison que j'ai vue dans le Yorkshire" . Blackett est remplacé en 1718 par son fils Edward, qui, à son tour, est remplacé par son neveu également appelé Edward, qui en 1748 vend le domaine à Richard Elcock (plus tard Richard Elcock Weddell), dont le jeune fils William Weddell hérite en 1762 .
William Weddell (1736-1792), député de la circonscription de Malton, profite de la fortune de la Compagnie de la mer du Sud de son grand-oncle et améliore et agrandit la maison dans les années 1760. L'intérieur est remodelé, selon les créations de divers architectes, dont John Carr (architecte) (en) et Robert Adam . Le bâtiment abrite la collection d'antiquités romaines de William Weddell qu'il a ramenée d'Italie en 1764–1765 . Robert Adam et William sont décédés en 1792, laissant le domaine à Thomas Philip Robinson, Lord Grantham, qui change ensuite son nom en Thomas Weddell et est ensuite également connu sous le nom de Thomas de Grey, 2e comte de Grey. À sa mort en 1859, ses titres passent à son neveu, George Robinson, 1er marquis de Ripon, 2e comte de Ripon, mais Newby Hall va à sa fille, Lady Mary Gertrude Robinson, qui épouse Henry Vyner (1805–1861).
Lady Mary charge William Burges de construire l'église du Christ-Consolateur sur le terrain en 1871-1876 en mémoire de son fils, qui a été tué par des bandits en Grèce en 1870. Une statue équestre apportée en Angleterre par les Vyners et érigée à Londres après la restauration de la monarchie en 1660, modifiée pour représenter Charles II piétinant Cromwell, est réérigée à Newby en 1883. Un autre fils, Henry Frederick Clare Vyner (1836-1883), hérite de Newby, suivi de son frère, Robert Charles de Gray Vyner (1842-1915)  auquel succède sa fille Mary Evelyn Vyner, qui hérite de Newby elle-même en 1915 et épouse Lord Alwyne Compton en 1886. Elle est décédée en 1957.
Les propriétaires actuels, la famille Compton, sont des descendants matrilinéaires de William Weddell. Ils restaurent la propriété. Les jardins, qui ont de vastes bordures herbacées et des promenades dans les bois, sont développés sous leur forme actuelle par le major Edward Compton, qui reprend Newby en 1921. Son fils Robert Edward John (Robin) Compton (1922–2009) est président de Time-Life International pendant de nombreuses années. Il reprend la direction de Newby Hall en 1960, est nommé haut shérif du North Yorkshire en 1978 et sous-lieutenant à partir de 1981. En 1997, Robin Compton cède la propriété à son fils cadet, Richard, son fils aîné James ayant hérité du domaine d'Invercauld près de Balmoral en Écosse. Son père, le major Edward Compton, épouse Sylvia Farquharson d'Invercauld .
En 1973, un chemin de fer miniature est construit; il est agrandi en 1985. Longeant la rive du fleuve, un train est tiré par une maquette à l'échelle 1/5 du Royal Scot (6100) construite par Battison les dimanches et jours fériés. La maison est utilisée comme décor pour Hundreds Hall dans le film de 2018 The Little Stranger . Il est présenté dans un épisode de "An American Aristocrat's Guide to Great Estates" sur la chaîne Smithsonian et Amazon Prime Video qui est diffusé pour la première fois en 2020 . Newby Hall est également apparu comme le lieu de deux épisodes de BBC One Antiques Roadshow filmé en 2020 et diffusé en janvier et avril 2021 ,.
De plus, la maison abrite la collection nationale du genre Cornus (cornouillers) .

## Sources
- I Bignamini et C Hornsby, Digging And Dealing In Eighteenth-Century Rome, Yale University Press, 2010 (ISBN 9780300160437, OCLC 757839951, lire en ligne)
- Richard Compton, Newby Hall, Heritage House Group Ltd., 2004 (ISBN 9780851013947, OCLC 351704003, lire en ligne)
- Peter Leach et Nikolaus Pevsner, Yorkshire West Riding: Leeds, Bradford and the North, Yale University Press, coll. « The Buildings of England », 2009 (ISBN 978-0-300-12665-5, lire en ligne)
- Drawing from the Past: William Weddell and the Transformation of Newby Hall, Leeds Museums & Galleries, 2004